# Festival Internacional de Cine de Venecia de 1999
La 56.ª edición del Festival Internacional de Cine de Venecia tuvo lugar entre el 1 y el 11 de septiembre de 1999.

## Jurados
Las siguientes personas fueron seleccionadas para formar parte del jurado de esta edición:
Sección oficial
- Emir Kusturica (Presidente)
- Marco Bellocchio
- Maggie Cheung
- Jonathan Coe
- Jean Douchet
- Shôzô Ichiyama
- Arturo Ripstein
- Cindy Sherman

Premio Luigi De Laurentiis a la mejor ópera primaː
- Claire Denis (Presidente)
- Férid Boughedir
- Kent Jones
- Morando Morandini
- Ferzan Ozpetek

Cortometrajesː
- Erick Zonca (Presidenta)
- Hilke Döring
- Andrea Occhipinti

## Películas

### Selección oficial

#### En Competición
Las películas siguientes compitieron para el León de Oro:
| Título en España                  | Título original            | Director(es)          | País           |
| --------------------------------- | -------------------------- | --------------------- | -------------- |
| Appassionate                      | Appassionate               | Tonino De Bernardi    | Italia         |
| Locos en Alabama                  | Crazy in Alabama           | Antonio Banderas      | Estados Unidos |
| A domani                          | A domani                   | Gianni Zanasi         | Italia         |
| El viento nos llevará             | Bad ma ra khahad bord      | Abbas Kiarostami      | Irán           |
| Diecisiete años                   | Guo nian hui jia           | Zhang Yuan            | China          |
| Mentiras                          | Gojitmal                   | Jang Sun-woo          | Corea del Sur  |
| Holy Smoke                        | Holy Smoke                 | Jane Campion          | Estados Unidos |
| Jesus' Son                        | Jesus' Son                 | Alison Maclean        | Estados Unidos |
| El viento de la noche             | Le Vent de la nuit         | Philippe Garrel       | Francia        |
| Nordrand                          | Nordrand                   | Barbara Albert        | Austria        |
| Ningún escándalo                  | Pas de scandale            | Benoît Jacquot        | Francia        |
| Mal                               | Mal                        | Alberto Seixas Santos | Portugal       |
| Las normas de la casa de la sidra | The Cider House Rules      | Lasse Hallström       | Estados Unidos |
| Topsy-Turvy                       | Topsy-Turvy                | Mike Leigh            | Reino Unido    |
| A Week in the Life of a Man       | Tydzień z życia mężczyzny  | Jerzy Stuhr           | Polonia        |
| Nada que hacer                    | Rien à faire               | Marion Vernoux        | Francia        |
| Una relación privada              | Une liaison pornographique | Fréderic Fonteyne     | Francia        |
| Ni uno menos                      | Yi ge dou bu neng shao     | Zhang Yimou           | China          |

#### Fuera de competición
Las películas siguientes fueron seleccionadas para ser exhibidas fuera de competición:
Largometrajes
| Título en español     | Título original          | Director(es)    | País           |
| --------------------- | ------------------------ | --------------- | -------------- |
| Eyes Wide Shut        | Eyes Wide Shut           | Stanley Kubrick | Reino Unido    |
| Mi viaje a Italia     | Il mio viaggio in Italia | Martin Scorsese | Italia         |
| Acordes y desacuerdos | Sweet and Lowdown        | Woody Allen     | Estados Unidos |

Proyecciones especiales
| Título en español    | Título original  | Director(es)         | País   |
| -------------------- | ---------------- | -------------------- | ------ |
| Después de la lluvia | Ame agaru        | Takashi Koizumi      | Japón  |
| Luchino Visconti     | Luchino Visconti | Carlo Lizzani        | Italia |
| Típota               | Típota           | Fabrizio Bentivoglio | Italia |
| Un uomo perbene      | Un uomo perbene  | Maurizio Zaccaro     | Italia |

#### Corto Cortissimo
Los siguientes cortometrajes fueron exhibidas en la sección de Corto Cortissimo:
| Título original                  | Director             | País           |
| -------------------------------- | -------------------- | -------------- |
| Accidents                        | Paul Swadel          | Nueva Zelanda  |
| Between dreams'                  | Ian FitzGibbon       | Irlanda        |
| Chambre 107                      | Jackie Bastide       | Francia        |
| Chuva                            | Luís Fonseca         | Portugal       |
| Dayim                            | Tayfun Pirselimoglu  | Turquía        |
| Funeral Businness                | Gjergj Xhuvani       | Albania        |
| It can be done                   | Jon East             | Reino Unido    |
| L'heritier                       | Philippe de Pierpont | Francia        |
| Naeng jang go                    | Young-seok Ahn       | Corea del Sur  |
| Per sempre                       | Chiara Caselli       | Italia         |
| Portrait of a Young Man Drowning | Teboho Mahlatsi      | Sudáfrica      |
| Pugni nell'aria                  | Roberto De Francesco | Italia         |
| Se-tong                          | Heng Tang            | China          |
| The Arches Beyond                | Spiros Diamantis     | Estados Unidos |
| Zárás                            | Bálint Kenyeres      | Hungría        |

#### Cinema del Presente
Una selección oficial que destacan por su "intento de innovación, originalidad creativa o lenguaje cinematográfico alternativo" 
| Título español            | Título original            | Director(es)         | País de producción |
| ------------------------- | -------------------------- | -------------------- | ------------------ |
| Abendland                 | Abendland                  | Fred Kelemen         | Alemania           |
| Closed doors              | Al abwab al Moghlaka       | Atef Hetata          | Egipto             |
| Autunno                   | Autunno                    | Nina di Majo         | Italia             |
| Buen trabajo              | Beau travail               | Claire Denis         | Francia            |
| Fuera de sí               | Bleeder                    | Nicolas Winding Refn | Dinamarca          |
| Boys Don't Cry            | Boys Don't Cry             | Kimberly Peirce      | Estados Unidos     |
| Buddy Boy                 | Buddy Boy                  | Mark Hanlon          | Estados Unidos     |
| A Civilized People        | Civilisées                 | Randa Chahal Sabag   | Francia            |
| Ahora o nunca             | Come te nessuno mai        | Gabriele Muccino     | Italia             |
| Red Dust                  | Crvena prasina             | Zrinko Ogresta       | Croacia            |
| El dulce rumor de la vida | Il dolce rumore della vita | Giuseppe Bertolucci  | Italia             |
| Julien Donkey-Boy         | Julien Donkey-Boy          | Harmony Korine       | Estados Unidos     |
| Libero Burro              | Libero Burro               | Sergio Castellitto   | Italia             |
| Ratas, ratones, rateros   | Ratas, ratones, rateros    | Sebastián Cordero    | Ecuador            |
| Gemini                    | Sôseiji                    | Shinya Tsukamoto     | Japón              |
| Split Wide Open           | Split Wide Open            | Dev Benegal          | India              |
| El idiota                 | Návrat idiota              | Sasa Gedeon          | República Checa    |
| Barren Illusions          | Ôinaru gen'ei              | Kiyoshi Kurosawa     | Japón              |
| Contigo o sin ti          | With or Without You        | Michael Winterbottom | Reino Unido        |

#### Sogni e visioni[8]
| Título español          | Título original      | Director(es)           | País de producción |
| ----------------------- | -------------------- | ---------------------- | ------------------ |
| Cómo ser John Malkovich | Being John Malkovich | Spike Jonze            | Estados Unidos     |
| Ojos que te acechan     | Eye of the Beholder  | Stephan Elliott        | Canadá             |
| El club de la lucha     | Fight club           | David Fincher          | Estados Unidos     |
| Guardami                | Guardami             | Davide Ferrario        | Italia             |
| Hakuchi                 | Hakuchi              | Macoto Tezuka          | Japón              |
| Amantes criminales      | Les amants criminels | François Ozon          | Francia            |
| Luna Papa               | Luna Papa            | Bakhtyar Khudojnazarov | Tayikistán         |
| Música del corazón      | Music of the Heart   | Wes Craven             | Estados Unidos     |
| Cielo de octubre        | October Sky          | Joe Johnston           | Estados Unidos     |

#### Nuovi Territori
Las siguientes películas fueron seleccionados para la sección Nuovi Territori:
Largometrajes de ficción
| Título español                               | Título original                              | Director(es)                          | País de producción |
| -------------------------------------------- | -------------------------------------------- | ------------------------------------- | ------------------ |
| The love of three Oranges                    | 3 ju zhi lian                                | Hung Hung                             | Taiwán             |
| Adwa                                         | Adwa                                         | Haile Gerima                          | Etiopía            |
| Bye Bye Africa                               | Bye Bye Africa                               | Mahamat-Saleh Haroun                  | Chad               |
| Diva Dolorosa                                | Diva Dolorosa                                | Peter Delpeut                         | Países Bajos       |
| La voleuse de Saint-Lubin                    | La voleuse de Saint-Lubin                    | Claire Devers                         | Francia            |
| Les terres froides                           | Les terres froides                           | Sébastien Lifshitz                    | Francia            |
| Nasty Neighbours                             | Nasty Neighbours                             | Debbie Isitt                          | Reino Unido        |
| Non con un bang                              | Non con un bang                              | Mariano Lamberti                      | Italia             |
| Public enemy                                 | Public enemy                                 | Jens Meurer                           | Francia            |
| Ray                                          | Ray                                          | Goutam Ghose                          | India              |
| The bird who stops in the air                | Saeneun pyegoksuneul keruinda                | Soo-il Jeon                           | Corea del Sur      |
| São Jerônimo                                 | São Jerônimo                                 | Júlio Bressane                        | Brasil             |
| The Protagonists                             | The Protagonists                             | Luca Guadagnino                       | Italia             |
| Wisconsin Death Trip                         | Wisconsin Death Trip                         | James Trip                            | Reino Unido        |
| Conversazione italiana                       | Conversazione italiana                       | Alberto Arbasino, Fiorella Infascelli | Italia             |
| The Death of a Composer: Rosa, a Horse Drama | The Death of a Composer: Rosa, a Horse Drama | Peter Greenaway                       | Reino Unido        |

Largometrajes no-ficción
| Título español          | Título original         | Director(es) | País de producción |
| ----------------------- | ----------------------- | ------------ | ------------------ |
| Il denaro               | Il denaro               | Ermanno Olmi | Italia             |
| Zion, Auto-Emancipation | Zion, Auto-Emancipation | Amos Gitai   | Israel             |

Cortometrajes-Mediometrajes ficción
| Título original                  | Duración | Director(es)                   | País           |
| -------------------------------- | -------- | ------------------------------ | -------------- |
| Africa                           | 10'      | Faith Hubley                   | Estados Unidos |
| Amertume                         | 32'      | James Marsh                    | Reino Unido    |
| Bai bi                           | 34'      | Pil-sung Yim                   | Corea del Sur  |
| Baran-O-Bumi                     | 20'      | Rakhshan Bani-Etemad           | Irán           |
| Feeling Sexy                     | 50'      | Davida Allen                   | Estados Unidos |
| Ode to Poe                       | 12'      | Antonio Alonso Sánchez         | España         |
| Pismo v Ameriku                  | 20'      | Kira Muratova                  | Ucrania        |
| Ritratti: Mario Rigoni Stern     | 55'      | Carlo Mazzacurati              | Italia         |
| Se Oikea - tarinoita rakkaudesta | 54'      | Kiti Luostarinen               | Finlandia      |
| Vacancy                          | 143'     | Matthias Müller                | Alemania       |
| Volte sempre, Abbas!             | 6'       | Renata De Almeida, Leon Cakoff | Brasil         |

Cortometrajes-Mediometrajes no-ficción
| Título original                                                                                | Duración | Director(es)                        | País                 |
| ---------------------------------------------------------------------------------------------- | -------- | ----------------------------------- | -------------------- |
| A famiglia                                                                                     | 40'      | Marco Turco                         | Italia               |
| A proposito di sentimenti                                                                      | 35'      | Daniele Segre                       | Italia               |
| Belgrader Tagebuch - "Jasmina und der Krieg"                                                   | 58'      | Dinko Tucakovic                     | Alemania, Yugoslavia |
| Corpus                                                                                         | 49'      | Lourdes Portillo                    | Estados Unidos       |
| Godard à la téle: 1960-2000                                                                    | 53'      | Michel Royer                        | Francia              |
| The Hard Road to Klondike                                                                      | 55'      | Desmond Bell                        | Irlanda              |
| Lacrymae                                                                                       | 19'      | Maria Martinelli                    | Italia               |
| La musica siete voi amici Daniele Huillet e Jean Marie Straub lavorano al loro film "Siciliaǃ" | 43'      | Andreas Teuchert                    | Alemania             |
| L'Evangile selon les Papous                                                                    | 55'      | Thomas Balmès                       | Francia              |
| Ode                                                                                            | 50'      | Kelly Reichardt                     | Estados Unidos       |
| Phoenix tapes                                                                                  | 45'      | Matthias Müller, Christoph Girardet | Alemania             |
| Se a memória existe                                                                            | 23'      | João Botelho                        | Portugal             |

### Secciones independientes

#### Semana Internacional de la Crítica
Las películas siguientes fueron seleccionadas para la 14.ª Semana Internacional de la Crítica del Festival de Cine de Venecia:
| Título en España     | Título original      | Director(es)         | País           |
| -------------------- | -------------------- | -------------------- | -------------- |
| Un funeral en Texas  | A Texas Funeral      | William Blake Herron | Estados Unidos |
| Frank Spadone        | Frank Spadone        | Richard Bean         | Francia        |
| Getting To Know You  | Getting To Know You  | Lisanne Skyler       | Estados Unidos |
| Sennen tabito        | Sennen tabito        | Jinsei Tsuji         | Japón          |
| Karvaan              | Karvaan              | Pankaj Butalia       | India          |
| Mundo grúa           | Mundo grúa           | Pablo Trapero        | Argentina      |
| Questo è il giardino | Questo è il giardino | Giovanni Maderna     | Italia         |

### Retrospectivas
Pasado Presente
| Título español                              | Título original                             | Director                           | Año  |
| ------------------------------------------- | ------------------------------------------- | ---------------------------------- | ---- |
| A vida o muerte                             | A Matter of Life and Death                  | Michael Powell, Emeric Pressburger | 1946 |
| Ciganka                                     | Ciganka                                     | Vojislav Nanovic                   | 1953 |
| Los inútiles                                | I vitelloni                                 | Federico Fellini                   | 1953 |
| El extranjero                               | Lo straniero'                               | Luchino Visconti                   | 1967 |
| Reconstructing Greed                        | Reconstructing Greed                        | Rick Schmidlin                     | 1999 |
| Totò e Carolina                             | Totò e Carolina                             | Mario Monicelli                    | 1955 |
| Zakop na mitropolitot Emilijanos od Grevena | Zakop na mitropolitot Emilijanos od Grevena | Janaki Manaki, Milton Manaki       | 1911 |

## Premios

### Sección oficial-Venecia 56
Las siguientes películas fueron premiadas en el festival:
- León de Oro a la mejor película: Ni uno menos de Zhang Yimou
- Premio especial del Jurado: El viento nos llevará de Abbas Kiarostami
- León de Plata a la mejor dirección: Zhang Yuan por Diecisiete años
- Copa Volpi al mejor actor: Jim Broadbent por Topsy-Turvy
- Copa Volpi a la mejor actriz: Nathalie Baye por Una relación privada
- Premio Marcello Mastroianni al mejor actor o actriz revelación: Nina Proll por Nordrand
- Premio Luigi De Laurentiis: Questo è il giardino de Giovanni Maderna
- León de Oro a la trayectoria: Jerry Lewis
- Léon de plata al mejor cortometraje:Portrait of a Young Man Drowning de Teboho Mahlatsi

Mención especialː Heng Tang Se-tong
- Medalla de oro del Presidente del Senado italiano: Nada que hacer de Marion Vernoux

### Otros premios
Las siguientes películas fueron premiadas en otros premios de la edición: 
- Premio FIPRESCI:
  - Mejor película: El viento nos llevará de Abbas Kiarostami
  - Sección paralela: Cómo ser John Malkovich de Spike Jonze
- Premio OCIC: Jesus' Son de Alison Maclean

Mención especialː A Week in the Life of a Man de Jerzy Stuhr
Mención especialː Diecisiete años de Zhang Yuan
- Premio UNICEF: Ni uno menos de Zhang Yimou
- Premio UNESCO:
  - Zion, Auto-Emancipation de Amos Gitai
  - A Civilized People de Randa Chahal Sabag
- Premio Pasinetti:
  - Mejor película: Un uomo perbene  de Maurizio Zaccaro
  - Mejor Actor: Sergi López por Una relación privada
  - Mejor actriz: Valeria Bruni Tedeschi por Nada que hacer

Mención especialː Diecisiete años de Zhang Yuan
- Premio Pietro Bianchi: Dino De Laurentiis
- Premio Isvemaː Questo è il giardino de Giovanni Maderna
- Premio FEDIC: El dulce rumor de la vida de Giuseppe Bertolucci

Premio especialː Carlo Croccolo por The Protagonists
Mención especialː Luca Guadagnino por The Protagonists
Mención especialː Fabrizio Bentivoglio por Típota
Mención especialː Daniele Ciprì y Franco Maresco por Enzo, domani a Palermo!
- Pequeño León de Oro: Jesus' Son de Alison Maclean
- Premio Anicaflash: Mundo grúa de Pablo Trapero
- Premio Elvira Notari: Kate Winslet y Jane Campion por Holy Smoke!
- Premio Cult Network Italia: Mundo grúa de Pablo Trapero
- Premio FilmCritica "Bastone Bianco": *Eyes Wide Shut de Stanley Kubrick
- Premio CinemAvvenire:
  - Mejor película en la relación hombre-naturaleza: Después de la lluvia de Takashi Koizumi
  - Mejor película: El viento nos llevará de Abbas Kiarostami
  - Mejor ópera primera: Bye Bye Africa de Mahamat Saleh Haroun
- Premio Future Film Festival Digital: Hakuchi de Macoto Tezuka

Mención especialː Cómo ser John Malkovich de Spike Jonze
- Cine por la paz: Closed doors de Atef Hetata
- Premio Laterna Magica: Ni uno menos de Zhang Yimou
- Premio Sergio Trasatti: Ni uno menos de Zhang Yimou
- Premio Rota Soundtrack: Paolo Buonvino por Ahora o nunca
- Premio Children and Cinema: Diecisiete años de Zhang Yuan

Mención especialː Ritratti: Mario Rigoni Stern de Carlo Mazzacurati